# Kulturdenkmäler in Hessen
Die Denkmaltopographie der Bundesrepublik Deutschland – Kulturdenkmäler in Hessen ist eine Buchreihe, die vom Landesamt für Denkmalpflege Hessen herausgeben wird, das nach dem hessischen Denkmalschutzgesetz alle Kulturdenkmäler in Hessen erfasst, dokumentiert und erforscht.

## Geschichte
Die Inventarisation der hessischen Kulturdenkmäler selbst reicht in das 19. Jahrhundert zurück. Die aktuelle Inventarisation erfolgt im Rahmen der von der Ständigen Konferenz der Kultusminister der Länder empfohlenen Denkmaltopographie Bundesrepublik Deutschland. Der erste Band in Hessen erschien 1982, der 59. Band (Landkreis Marburg-Biedenkopf II) 2017. Damit sind deutlich mehr als zwei Drittel der Fläche Hessens in Denkmaltopographien erfasst.
Mit Erscheinen dieses Bandes fehlen noch folgende: der Altkreis Waldeck im Landkreis Waldeck-Frankenberg (2 Bde.), Stadt Kassel (Bd. IV), Altkreis Wolfhagen im Landkreis Kassel, die Altkreise Fritzlar-Homberg (2 Bde.) und Melsungen im Schwalm-Eder-Kreis, der nördliche und westliche Teil des Landkreises Marburg-Biedenkopf (Bde. III + IV), Stadt Marburg (Innenstadt), der Altkreis Gersfeld im Landkreis Fulda (2 Bde.), Vogelsbergkreis Teil I (Altkreis Alsfeld), die Altkreise Schlüchtern und Hanau im Main-Kinzig-Kreis, die Vororte von Wiesbaden (2 Bde.), der Kreis Groß-Gerau sowie sieben Städte und zwölf Gemeinden im Landkreis Bergstraße (3 Bde.).

## Erscheinungsform
Mit zeitlichem Abstand zur Druckausgabe erschien der Inhalt der neuen Bände in der Online-Version denkxweb. Der Inhalt der bereits erschienenen Bände soll dort nach und nach eingearbeitet werden.
Den Beschreibungen der einzelnen Kulturdenkmäler werden Abbildungen und markierte Karten zur Seite gestellt. Gegenüber den ersten Bänden, die die Denkmäler katalogartig dargestellt haben, zeichnen sich die späteren Bände durch umfassendere Beschreibungen aus.

## Liste
Bisher sind folgende Bände erschienen:
| Band     | Titel | Bearbeiter                                              | Verlag, Erscheinungsort und -jahr          | ISBN                   |
| -------- | --- | ------------------------------------------------------- | ------------------------------------------ | ---------------------- |
| 1        | Wetteraukreis I (Altkreis Büdingen) | Siegfried RCT Enders, Christoph Mohr                    | Vieweg Verlag, Braunschweig 1982           | ISBN 3-528-06231-2     |
| 2        | Stadt Kassel I (Kernstadt) | Volker Helas, Jochen Bunse, Guntram Rother              | Vieweg Verlag, Braunschweig 1983           | ISBN 3-528-06232-0     |
| 3        | Schwalm-Eder-Kreis I (Altkreis Ziegenhain) | Brigitte Warlich-Schenk, Johann Josef Böker             | Vieweg Verlag, Braunschweig 1985           | ISBN 3-528-06233-9     |
| 4        | Lahn-Dill-Kreis I (ehem. Dillkreis) | Heinz Wionski                                           | Vieweg Verlag, Braunschweig 1986           | ISBN 3-528-06234-7     |
| 5        | Stadt Frankfurt am Main | Heinz Schomann, Volker Rödel, u. a.                     | Vieweg Verlag, Braunschweig 1986           | ISBN 3-528-06238-X     |
| 6        | Kreis Offenbach | Dagmar Söder                                            | Vieweg Verlag, Braunschweig 1987           | ISBN 3-528-06237-1     |
| 7        | Landkreis Darmstadt-Dieburg | Siegfried RCT Enders                                    | Vieweg Verlag, Braunschweig 1988           | ISBN 3-528-06235-5     |
| 8        | Wiesbaden II – Die Villengebiete | Sigrid Russ                                             | Vieweg Verlag, Braunschweig 1988           | ISBN 3-528-06236-3     |
| 9        | Kreis Kassel I (Altkreis Hofgeismar) | Brigitte Warlich-Schenk, Emanuel Braun                  | Vieweg Verlag, Braunschweig 1988           | ISBN 3-528-06239-8     |
| 10       | Werra-Meißner-Kreis I (Altkreis Eschwege) | Peer Zietz, Thomas Wiegand                              | Vieweg Verlag, Braunschweig 1991           | ISBN 3-528-06240-1     |
| 11       | Werra-Meißner-Kreis II, Stadt Eschwege | Susanne Jacob, Thomas Wiegand                           | Vieweg Verlag, Braunschweig 1992           | ISBN 3-528-06241-X     |
| 12       | Stadt Fulda | Dieter Griesbach-Maisant, u. a.                         | Vieweg Verlag, Braunschweig/Wiesbaden 1992 | ISBN 3-528-06244-4     |
| 13       | Universitätsstadt Gießen | Karlheinz Lang, Christel Wagner-Niedner                 | Konrad Theiss Verlag, Stuttgart 1993       | ISBN 3-8062-1622-3     |
| 14/15    | Landkreis Limburg-Weilburg I + II (2 Bände im Schuber)                                                                                               | Falko Lehmann                                           | Vieweg Verlag, Braunschweig 1994           | ISBN 3-528-06243-6     |
| 16       | Stadt Darmstadt | Günter Fries, Nikolaus Heiss, u. a.                     | Vieweg Verlag, Braunschweig/Wiesbaden 1994 | ISBN 3-528-06249-5     |
| 17       | Werra-Meißner-Kreis III (Altkreis Witzenhausen) | Peer Zietz                                              | Vieweg Verlag, Braunschweig 1995           | ISBN 3-528-06228-2     |
| 18/19    | Landkreis Hersfeld-Rotenburg I + II (2 Bände) | Ellen Kemp                                              | Vieweg Verlag, Braunschweig 1997           | ISBN 3-528-06247-9     |
| 20       | Odenwaldkreis | Hans Teubner, Sonja Bonin                               | Konrad Theiss Verlag, Stuttgart 1998       | ISBN 3-528-06242-8     |
| 21/22    | Wetteraukreis II (Altkreis Friedberg), 2 Bände | Heinz Wionski                                           | Vieweg Verlag, Braunschweig 1999           | ISBN 3-528-06277-4     |
| 23       | Landkreis Hersfeld-Rotenburg III, Stadt Bad Hersfeld                                                                                                 | Thomas Wiegand                                          | Vieweg Verlag, Braunschweig 1999           | ISBN 3-528-06248-7     |
| 24       | Stadt Bad Homburg v. d. H. | Eva Rowedder                                            | Konrad Theiss Verlag, Stuttgart 2001       | ISBN 3-8062-1597-9     |
| 25       | Landkreis Marburg-Biedenkopf I (Gemeinden Amöneburg, Kirchhain, Neustadt und Stadtallendorf)                                                         | Helmuth K. Stoffers, u. a.                              | Konrad Theiss Verlag, Stuttgart 2002       | ISBN 3-8062-1651-7     |
| 26       | Stadt Alsfeld | Peer Zietz                                              | Konrad Theiss Verlag, Stuttgart 2002       | ISBN 3-8062-1724-6     |
| 27       | Lahn-Dill-Kreis II (Altkreis Wetzlar) | Maria Wenzel                                            | Konrad Theiss Verlag, Stuttgart 2003       | ISBN 3-8062-1652-5     |
| 28       | Rheingau-Taunus-Kreis II (Untertaunus) | Dagmar Söder                                            | Konrad Theiss Verlag, Stuttgart 2003       | ISBN 3-8062-1649-5     |
| 29       | Main-Taunus-Kreis | Michael Nitz, Simone Balsam, Sonja Bonin                | Konrad Theiss Verlag, Stuttgart 2003       | ISBN 3-8062-1650-9     |
| 30       | Stadt Wetzlar | Reinhold Schneider, Martina Weißenmayer                 | Konrad Theiss Verlag, Stuttgart 2004       | ISBN 3-8062-1900-1     |
| 31       | Landkreis Bergstraße I (Bensheim, Heppenheim und Zwingenberg)                                                                                        | Dieter Griesbach-Maisant                                | Konrad Theiss Verlag, Stuttgart 2004       | ISBN 3-8062-1905-2     |
| 32/33/34 | Eisenbahn in Hessen (3 Bde. im Schuber) | Volker Rödel, Heinz Schonmann                           | Konrad Theiss Verlag, Stuttgart 2005       | ISBN 3-8062-1917-6     |
| 35/36/37 | Wiesbaden I (Innenstadt, 3 Bände im Schuber) | Sigrid Russ                                             | Stuttgart: Konrad Theiss Verlag, 2005      | ISBN 3-8062-2010-7     |
| 38       | Stadt Kassel II (Vorderer Westen, Südstadt, Auefeld, Wehlheiden)                                                                                     | Thomas Wiegand                                          | Konrad Theiss Verlag, Stuttgart 2005       | ISBN 3-8062-1989-3     |
| 39       | Stadt Hanau | Carolin Krumm                                           | Konrad Theiss Verlag, Stuttgart 2006       | ISBN 3-8062-2054-9     |
| 40       | Stadt Lauterbach (Hessen) | Walter Krug                                             | Konrad Theiss Verlag, Stuttgart 2007       | ISBN 3-8062-2021-2     |
| 41       | Stadt Limburg | Verena Fuchß                                            | Konrad Theiss Verlag, Stuttgart 2007       | ISBN 3-8062-2054-9     |
| 42       | Stadt Offenbach | Sonja Bonin                                             | Konrad Theiss Verlag, Stuttgart 2007       | ISBN 978-3-8062-2097-1 |
| 43       | Landkreis Gießen I (Hungen, Laubach, Lich und Reiskirchen)                                                                                           | Karlheinz Lang, Reinhold Schneider, Martina Weißenmayer | Konrad Theiss Verlag, Stuttgart 2008       | ISBN 3-8062-2177-4     |
| 44       | Stadt Kassel III (Brasselsberg, Habichtswald, Kirchditmold, Nordshausen, Wahlershausen, Wilhelmshöhe)                                                | Brigitte Warlich-Schenk                                 | Konrad Theiss Verlag, Stuttgart 2008       | ISBN 978-3-8062-2255-5 |
| 45       | Landkreis Gießen II (Buseck, Fernwald, Grünberg, Langgöns, Linden, Pohlheim, Rabenau)                                                                | Karlheinz Lang, Reinhold Schneider, Martina Weißenmayer | Konrad Theiss Verlag, Stuttgart 2010       | ISBN 978-3-8062-2178-7 |
| 46       | Landkreis Gießen III (Allendorf/Lumda, Biebertal, Heuchelheim, Lollar, Staufenberg, Wettenberg)                                                      | Karlheinz Lang, Reinhold Schneider, Martina Weißenmayer | Konrad Theiss Verlag, Stuttgart 2010       | ISBN 978-3-8062-2179-4 |
| 47/48    | Main-Kinzig-Kreis II (Altkreis Gelnhausen), 2 Bde.                                                                                                   | Waltraud Friedrich                                      | Konrad Theiss Verlag, Stuttgart 2010       | ISBN 3-8062-2469-2     |
| 49       | Landkreis Fulda II (Altkreis Hünfeld) | Adrian Seib                                             | Konrad Theiss Verlag, Stuttgart 2010       | ISBN 978-3-8062-2607-2 |
| 50       | Landkreis Kassel II (Altkreis Kassel) | Heinrich Klose                                          | Konrad Theiss Verlag, Stuttgart 2010       | ISBN 978-3-8062-2608-9 |
| Suppl.   | Hochbunker in Frankfurt am Main | Andrea Hampel                                           | Hendrich Ed., Frankfurt am Main 2012       | ISBN 978-3-921606-87-2 |
| 51       | Nachkriegskirchen in Frankfurt am Main (1945–76) | Karin Berkemann                                         | Konrad Theiss Verlag, Stuttgart 2013       | ISBN 978-3-8062-2812-0 |
| 52       | Stadt Marburg II (Stadterweiterungen und Stadtteile)                                                                                                 | Ellen Kemp, Annekathrin Sitte-Köster                    | Konrad Theiss Verlag, Darmstadt 2013       | ISBN 978-3-8062-2884-7 |
| 53       | Hochtaunuskreis | Eva Rowedder                                            | Konrad Theiss Verlag, Stuttgart 2013       | ISBN 978-3-8062-2905-9 |
| 54/55    | Rheingau-Taunus-Kreis I (Altkreis Rheingau), 2 Bde.                                                                                                  | Dagmar Söder                                            | Konrad Theiss Verlag, Stuttgart 2014       | ISBN 978-3-8062-2987-5 |
| 56       | Landkreis Waldeck-Frankenberg II (Allendorf, Battenberg, Bromskirchen, Burgwald, Frankenau, Frankenberg, Gemünden, Haina, Hatzfeld, Rosenthal, Vöhl) | Roland Pieper, Antje Press, Reinhold Schneider          | Konrad Theiss Verlag, Darmstadt 2015       | ISBN 978-3-8062-3054-3 |
| 57/58    | Vogelsbergkreis II, 2 Bde. | Walter Krug                                             | Konrad Theiss Verlag, Stuttgart 2016       | ISBN 978-3-8062-3055-0 |
| 59       | Landkreis Marburg-Biedenkopf II (Gemeinden Ebsdorfergrund, Fronhausen, Lohra und Weimar)                                                             | Helmuth K. Stoffers                                     | Konrad Theiss Verlag, Stuttgart 2017       | ISBN 978-3-8062-3550-0 |